# سفليات المنخرين
سُفْلَيَات المَنْخِرَيْن (الاسم العلمي: Catarrhini) هي واحدة من التقسيمين الفرعيين للرئيسيات العليا (الآخر هو سعادين العالم الجديد) وهي تتألف من سعادين العالم القديم والقردة البشرية؛ القردة البشرية تقسمت إلى القردة البشرية الدنيا أو الجيبونات، والقردة العليا التي تتكون من إنسان الغاب، والغوريلا، والشمبانزي، والبونوبو، والبشر، بالإضافة لبعض الأنواع المنقرضة كالأسترالوبيثكس والجيغانتوبيثيكوس. أصولهم جميعًا تعود إلى إفريقيا وآسيا.

## الوصف
تقنيًا، ما يميز بين البلاتيرهيني (سعادين العالم الجديد) والكاتارهيني (سفليات المنخرين أو سعادين العالم القديم) هو شكل أنوفها. تملك البلاتيرهيني (من اليونانية القديمة بلاتي-، وتعني «مسطحة»، ورين وتعني «أنف») منخارين مواجهين للجانب. أما الكاتارهيني (من اليونانية القديمة كاتا- وتعني «أسفل»، ورين- «أنف») فلديها فتحات أنف تتجه إلى الأسفل. بالإضافة إلى ذلك، لا تملك الكاتارهيني ذيولًا قابضة، ولديها أظافر يدين وقدمين مسطحة وعظم أنبوبي خارج الطبل (عظم الأذن) و8 ضواحك وليس 12، إذ تملك الصيغة السنية {\displaystyle {\tfrac {2.1.2.3}{2.1.2.3}}}، ما يشير إلى وجود قاطعتين وناب واحد وضاحكين و3 أضراس على كل جانب من الفكين العلوي والسفلي.
تبدي معظم أنواع الكاتارهيني مثنوية الشكل الجنسي ولا تشكل ترابط زوجي. تعيش معظم الأنواع، وليس كلها، ضمن مجموعات اجتماعية. مثلها مثل البلاتيرهيني، تعد الكاتارهيني بشكل عام كائنات نهارية، ولها أيدٍ قابضة و(باستثناء الإنسان ثنائي الحركة) أقدام قابضة.
يستخدم مصطلح القردة -في كل من التسميات التقليدية والتسميات السلالية- لوصف أنواع الكاتارهيني حصرًا. في الاستخدام التقليدي، تصف كلمة «القرد» أي نوع من أنواع الكاتارهيني التي لا ذيل لها وتكون أكبر حجمًا وتعيش على الأرض عادةً. قد تكون كلمة «قرد» جزءًا من الاسم الشائع لهذه الأنواع، مثل القرد البربري (المكاك البربري). في الاستعمال الشعبي، لا ينطبق مصطلح القرد إلا على الفصيلة العليا من القرود البشرية (البشرانيات وأشباهها). تضم هذه الفصيلة عائلتين: الهيلوباتيدات، وهي القردة الصغرى أو الجبون؛ والبشرانيات، وهي القردة العليا، بما في ذلك إنسان الغاب والغوريلا والشمبانزي والإنسان وقريباتها من الأجناس المنقرضة، مثل القردة الجنوبية (الأسترالوبيثسينات) التي تعود إلى ما قبل الإنسان وقريب إنسان الغاب الضخم، جيغانتوبيثيكوس.

## التصنيف والتطور
وفقًا لشراغو وروسو، انفصلت سعادين العالم الجديد عن أقاربها في العالم القديم منذ نحو 35 مليون سنة. استخدما التقسيم الرئيسي للكاتارهيني ما بين السركوبيثكويات والإناسيات من نحو 25 مليون سنة (الأمر الذي تدعمه الأدلة الأحفورية بقوة برأيهما)، نقطة معيارية، ومن هذا المنطلق، حسبا أيضًا انفصال قرود الجبون عن القردة العليا (بما في ذلك البشر) منذ نحو 15-19 مليون سنة.
وفقًا لبيجن وهاريسون، انفصلت الكاتارهيني عن أقاربها من سعادين العالم الجديد نحو 44-40 ميلادي، إذ ظهرت أنواع الكاتارهيني الأولى في إفريقيا والجزيرة العربية، ولم تظهر في أوراسيا (خارج الجزيرة العربية) حتى 18-17 ميلاديًا.
فقدت الكاتارهيني إنزيم ألفا-غالاكتوزيداز، الموجود في جميع سلالات الثدييات الأخرى، في وقت ما بعد انشقاقها عن البلاتيرهيني. يفترض أن العوامل الممرضة القديمة التي تحتوي على إنزيم ألفا-غالاكتوزيداز قد تكون هي المسؤولة، إذ أن الأفراد الذين يملكون طفرات «تعطل» جين إنزيم ألفا-غالاكتوزيداز هم فقط من أنتجوا أجسامًا مضادة ضد هذه العوامل الممرضة ونجوا.
يعد التمييز بين القردة والسعادين معقدًا بسبب التصنيف التقليدي شبه العرقي للسعادين: فقد ظهرت القردة مجموعة شقيقة لسعادين العالم القديم في مجموعة الكاتارهيني، وهي مجموعة شقيقة لسعادين العالم الجديد. لذلك، من ناحية التصنيف الفرعي، فإن القردة والكاتاراهيني والمجموعات المنقرضة المعاصرة ذات القرابة مثل البارابيثيسيديا هي سعادين أيضًا، وفقًا لأي تعريف متسق لمصطل «سعدان». يمكن أيضًا اعتبار أن «سعدان العالم القديم» قد يؤخذ على نحو واسع ليشمل جميع أنواع الكاتارهيني، بما في ذلك القردة والأنواع المنقرضة مثل القرد المصري، وفي هذه الحالة ظهرت السيركوبيثيكويديا والقردة المصرية ضمن سعادين العالم القديم. رغم أن الاستخدام العامي لمصطلحات مثل القرد والسعدان في اللغة الإنجليزية يعكس سوء فهم للعلاقة البيولوجية الحقيقية بينهما، إلا أن الأمر مختلف في بعض اللغات الأخرى؛ فمثلًا، في اللغة الروسية، يستخدم المصطلح نفسه لوصف جميع قرديات الشكل، سواء ذات الذيل أو بدونه، بما في ذلك القردة.